# Лукошкино
Луко́шкино (рос. Лукошкино) — село у складі Топкинського округу Кемеровської області, Росія.

## Населення
Населення — 252 особи (2010; 324 у 2002).
Національний склад (станом на 2002 рік):
- росіяни — 93 %